# Matt Carpenter
Matt Carpenter (Galveston, Texas, 26 de noviembre de 1985) es un exjugador profesional de béisbol estadounidense. Jugó la mayor parte de su carrera con los St. Louis Cardinals de las Grandes Ligas de Béisbol (MLB). También tuvo un breve paso por los New York Yankees y San Diego Padres, antes de volver a los Cardinals, equipo en el cual se retiró.
Hizo su debut en las Grandes Ligas con los Cardinals el 4 de junio de 2011. Durante su trayectoria se desempeñó alternando en las posiciones de primera, segunda y tercera base.

## Carrera profesional

### Ligas Menores (2009-11)
Los Cardenales de San Luis seleccionaron a Carpenter en la 13.ª ronda del draft de 2009 de las Grandes Ligas. Debido a la edad avanzada, tuvo poca influencia en las negociaciones, por lo que se conformó con un bono de 1,000 Dólares. Pasó su primera temporada profesional con varios equipos de nivel A, incluidos los Batavia Muckdogs, Quad Cities River Bandits y los Cardenales de Palm Beach. Entre los tres equipos, bateó para .283 con dos jonrones y 22 carreras impulsadas. Carpenter pasó sus primeros 28 juegos de 2010 con Palm Beach, de nuevo bateando .283.
Esto resultó en un llamado a los Cardenales de Springfield , donde jugó otros 105 juegos en 2010. Con Springfield, bateó .316 con 76 carreras anotadas, 26 dobles, 12 home run, 53 carreras impulsadas y 11 bases robadas. Fue elegido como Top -A Double-All-Star, All-Star de temporada Media de Texas y All-Star de temporada de Texas para su temporada 2010.
Después de su desempeño en 2010, Carpenter comenzó a atraer atención, y se esperaba que compitiera por una de las aperturas de la lista final de los Cardinals de las Grandes Ligas de Béisbol la próxima primavera. A pesar de batear .333 con .414 OBP y seis hits de base extra en el entrenamiento de primavera, comenzó la temporada 2011 en las ligas menores.

### Grandes Ligas
Carpenter hizo su debut en las Grandes Ligas el 4 de junio de 2011, comenzando en la tercera base y como séptimo al bate. Durante su breve período en las Grandes Ligas ese año, jugó siete juegos, acumulando un doble, un promedio de bateo de .067 y cuatro bases. Los Cardenales se clasificaron para la postemporada al obtener el comodín, pero lo dejaron fuera de la lista de postemporada. Saint Louis se convirtió en el campeón de la Serie Mundial cuando derrotó a los Rangers de Texas. A pesar de sus escasas contribuciones para ganar el campeonato, los Cardenales le dieron a Carpenter el anillo del campeonato.
Después de la temporada 2011, las salidas de Albert Pujols y Nick Punto, junto con una lesión de Allen Craig, brindaron a Carpenter la oportunidad de convertirse en jugador de las grandes ligas. Durante el siguiente entrenamiento de primavera, jugó en la primera base y en el Infielder para aumentar su versatilidad, donde se desempeñó como suplente y titular en la temporada 2012. Tuvo un impacto en la temporada temprana contra los Cachorros de Chicago el 15 de abril, remolcando cinco carreras con un jonrón y triplicando la victoria de los Cardenales por 10-3.
Al incurrir en una tensión en el flanco derecho el 23 de mayo, el equipo colocó a Carpenter en la lista de deshabilitados (DL). La lesión ocurrió mientras se balanceaba el bate por un doble. En ese momento, estaba bateando .288 con tres jonrones y 20 carreras impulsadas en 39 juegos mientras completaba la primera base para el lesionado Lance Berkman. En julio, hizo su primera aparición en la segunda base desde que se convirtió en profesional. Jugó en 114 juegos para la temporada, sumando 340 apariciones en el plato y bateando .294 con seis jonrones, 46 carreras impulsadas, 22 dobles, un OBP de .365 y un SLG de .463.

#### Temporada 2013 y primera selección All-Star
Sin saber de dónde el club encontraría una producción ofensiva adecuada desde la segunda base, los Cardenales aconsejaron a Carpenter que trabajara allí. Teniendo en cuenta que había jugado principalmente en la tercera base y había sumado solo 18 entradas en total en el segunda base desde que los Cardenales lo reclutaron, todo durante la temporada 2012 después de su recuperación en las Grandes Ligas, fue un movimiento audaz. Después de su prueba en el entrenamiento de primavera, hizo que el equipo lo colocara en la segunda base como titular.
Con Rafael Furcal fuera por la temporada debido a una lesión, y Jon Jay comenzando la temporada lentamente, los Cardenales clamaron por la productividad de sus bateadores iniciales . El gerente Mike Matheny llevó a Carpenter al lugar de salida a mediados de abril, a pesar de que carece de la velocidad buscada para ese puesto en la alineación. Respondió demostrando ser un bateador completo, ganando su primera selección All-Star en el Citi Field con 25 dobles , 65 carreras anotadas y dos rachas de 12 juegos en el receso del Juego de Estrellas.
Con su 54.º doble el 21 de septiembre, Carpenter rompió el récord de franquicia de seis décadas de Stan Musial (Musial's 53 llegó en 1953) por un bateador zurdo. Terminó la temporada liderando las Grandes Ligas en hits (199), 55 dobles y 126 Carrera impulsada y un promedio de bateo de.318. También terminó entre los diez primeros en la Liga Nacional en promedio de bateo, porcentaje en base de .392, 126 sencillos , 7 triples , 72 bases por bolas. Terminó segundo en OBP ante el .423 de Shin-Soo Choo.
A pesar de su temporada regular estelar, Carpenter bateó solo .203 en la postemporada. Contra los Piratas de Pittsburgh en el comodin de laLiga Nacional, tuvo un comienzo lento, logrando solo un hit en 19 turnos al bate con un promedio de bateo de.053. Mejoró su promedio de bateo a .261 contra los Dodgers de Los Ángeles en la NLCS. En la cuarta entrada del Juego 6, Carpenter enfrentó al AS de los Dodgers Clayton Kershaw y alineó un doble al jardín derecho para terminar un lanzamiento de 11 lanzamientos al bate y encender un arrebato de cuatro carreras. Finalmente ganaron, 9-0, asegurando un viaje a la Serie Mundial .Carpintero bateó para .296 en la Serie Mundial contra los Medias Rojas de Boston. Sin embargo, en la novena entrada en el Juego 6 contra el cerrador de los Medias Rojas De Boston Koji Uehara, se lanzó a la final de la serie y la temporada, lo que resultó en la eliminación de los Cardenales de la ronda final de la postemporada.
El siguiente noviembre, al ganar su primer Premio Silver Slugger , Carpenter también se convirtió en el primer ganador en la segunda base en la historia de los Cardenales. Terminó cuarto en la votación del Premio al Jugador Más Valioso de la Liga Nacional. También fue seleccionado como el finalista del equipo para el Heart & Hustle Award. El club luego firmó a Carpenter con una extensión de seis años y $ 52 millones para el 2019 el 6 de marzo de 2014. Se incluyó una opción para el 2020 con un valor de $ 18.5 millones.

#### Temporada 2014 y segunda selección All-Star
Con el prospecto de la segunda base, Kolten Wong, considerado listo para las grandes ligas, Carpenter volvió a su posición habitual de tercera base en 2014. Continuó como el primer bateador de los Cardenales. Comenzó la temporada lentamente, bateando .264 en abril con tres dobles y un jonrón. Su productividad regresó en mayo, cuando bateó .307 con 10 dobles. Sin embargo, el 15 de mayo, su promedio de bateo había bajado a .256 con un .315 SLG. Del 18 de mayo al 1 de junio, bateó de manera segura en 14 juegos consecutivos y acumuló un total de 24 hits en 60 turnos al bate para un promedio de bateo de .400.
Carpenter corriendo las bases en 2014
En un enfrentamiento del 4 de junio contra los Reales de Kansas City , Carpenter logró cinco hits en cinco turnos al bate para elevar su promedio de bateo a un máximo de la temporada de .307. Su doble en la undécima entrada proporcionó el RBI ganador del juego en una victoria por 5-2. Fue el primer juego de cinco hits para los Cardenales desde la partida de Ryan Ludwick el 4 de septiembre de 2009. Carpenter terminó ese juego al llegar a la base en 10 apariciones en el plato consecutivas. Los cinco hits lo llevaron a un empate para el liderato de la Liga Nacional en hits (73), y hasta ese momento, lideró a los bateadores de salida de la Liga Nacional en carreras (40) y BB (33).Después de los resultados del primer semestre hasta el 6 de julio, que incluyen un promedio de bateo de .282, cuatro HR, 32 RBI y un OBP de .375, fue seleccionado para su segundo Juego de Estrellas en Target Field en Minneapolis, Minnesota.
Para la temporada, Carpenter bateó para .271 con .375 OBP, .375 SLG, 33 dobles, ocho HR, 59 RBI, 99 carreras anotadas y 95 bases por bolas en 158 partidos. Terminó tercero en la Liga Nacional en carreras anotadas y octavo en OBP, y lideró la liga en caminatas. Su promedio de 4.36 lanzamientos por placa estuvo muy por encima del promedio de MLB de 3.82. De acuerdo con un sistema de seguimiento computarizado, también lideró la liga en los lanzamientos tomados que eran golpes erróneamente pronunciados. A pesar de la caída significativa en el promedio de bateo de la temporada anterior, su aumento total en la caminata lo ayudó a producir un OBP de no menos de .362 en cada mes de 2014.
En el NLDS contra los Dodgers de Los Ángeles, los Cardenales se enfrentaron nuevamente a Clayton Kershaw en el Juego 1. El jonrón de Carpenter en la sexta entrada detuvo una serie de 14 bateadores consecutivos que el as de zurdo había retirado. En el siguiente turno al bate contra Kershaw en la séptima entrada, se encontró con un conteo de 0-2, pero batalló ocho lanzamientos para un doble de desmonte de bases que le dio a los Cardenales una ventaja de 7–6. Los Cardenales ganaron 10-9.
En el Juego 2, el segundo jonrón de Carpenter en la serie empató el juego tarde, pero los Dodgers se impusieron 3-2. En los primeros tres juegos de los playoffs de los Cardenales-Dodgers, Carpenter conectó siete carreras con dos dobles, dos jonrones en solitario y un jonrón de dos carreras. Al batear un jonrón y un doble en cada uno de los primeros tres juegos de la NLDS, se convirtió en el primer jugador en hacerlo en la postemporada. Entre la NLDS y la NLCS contra los Gigantes , Carpenter bateó con seguridad diez veces en 26 turnos al bate con cuatro jonrones, cuatro dobles y ocho RBI.

#### Temporada 2015
Mostrando un gran éxito inicial en los primeros turnos al bate en 2015, el primer jonrón de Carpenter también fue un ganador del juego. Al decidir un margen de 7 a 5, el Home run ocurrió en la undécima entrada del concurso del 12 de abril contra los Cincinnati Reds. Durante la primera estadía en casa de los Cardenales de la temporada, se duplicó cuatro veces en un lapso de seis turnos al bate el 17 y 18 de abril contra los Cincinnati Reds. También el 17 de abril, anotó una carrera cuando dio un salto mortal sobre el receptor Brayan Peña. Incluyendo su quinto jonrón de la temporada de inicio contra Cincinnati Reds el 19 de abril, Carpenter registró su séptimo juego consecutivo de dos hits. También el séptimo juego consecutivo con un hit de base extra, fue solo la 37.ª ocasión en el siglo anterior en la que un Cardenal logró esta hazaña. Además, los siete juegos de varios éxitos consecutivos con al menos un golpe de base extra en cada uno de ellos empataron el récord de franquicia de los Cardenales que Ripper Collins estableció originalmente en 1935. Esa misma racha fue la más larga en las Grandes Ligas desde que Paul Molitor logró lo mismo que un miembro de los Cerveceros en 1991. Del 12 al 19 de abril, Carpenter anotó un promedio de .480, .880 SLG, siete dobles, un HR y cinco RBI. Sus 22 bases totales lideraron la Liga Nacional. Posteriormente, MLB lo nombró para su primer Premio de Jugador de la Semana de laLiga Nacional para ese período. Carpenter continuó su oleada de golpes extra-base. Arrancó su segundo partido de HR en la temporada contra los Nacionales de Washington el 22 de abril y, al día siguiente, alineó el primer lanzamiento del juego ante Max Scherzer para un doble.
Matheny trasladó a Carpenter al puesto número dos en el orden de bateo a fines de abril. Continuó un fuerte esfuerzo de bateo. Su segundo juego ganador de la temporada fue un elevado de sacrificio contra los Piratas de Pittsburgh el 2 de mayo, lo que le dio a los Cardenales una victoria por 2-1 en la undécima entrada. Se fue temprano al día siguiente debido al mareo . El 6 de mayo contra los Cachorros de Chicago , su jonrón de tres carreras empató el marcador cuando San Luis triunfó, 7–4. Fue un juego de cuatro carreras impulsadas, que le dio 20 en los primeros 26 juegos de su equipo.
Fue retirado de una serie de fin de semana contra los Pittsburgh Pirates del 8 al 10 de mayo debido a " fatiga extrema " después de que los médicos del equipo diagnosticaron deshidratación y un ritmo cardíaco acelerado. El 24 de mayo contra los Reales de Kansas City, conectó su octavo jonrón igualó el total de su temporada anterior. También fue el número 500 de la carrera de Carpenter y la carrera número 300 anotada. En el mes de junio, bateó .190 con cuatro dobles, sin jonrones y 10 carreras impulsadas.
Después de ser movido hacia abajo en la orden, Carpenter sufrió una depresión de tres meses en la que bateó .216. Regresó a la posición de líder el 30 de julio para su primer juego de carrera múltiple en su carrera. También tuvo cuatro hits, cuatro carreras anotadas y cuatro carreras impulsadas, y jugó un papel decisivo en una victoria en casa de 9-8 sobre los Rockies de Colorado. El doble de la regla básica de Carpenter en la parte inferior de la novena inició el rally decisivo. Bateó cinco jonrones desde el 30 de julio hasta el 5 de agosto. En agosto, Baseball America calificó a Carpenter por tener el tercer mejor juicio de la zona de strike en la Liga Nacional. Carpenter llegó a 20 jonrones por primera vez en su carrera el 30 de agosto en una victoria por 7-5 sobre los Gigantes de San Francisco. Lideró la Liga Nacional en dobles (44) por segunda vez, y los Cardenales en jonrones (28) y RBI (84). También terminó entre los diez primeros en la Liga Nacional en porcentaje de slugging, en base más slugging, carreras anotadas, bases totales, bases por bolas, jonrones y ponches. Durante su segundo tiempo bateando, bateó .225 con seis jonrones y 33 carreras impulsadas. Como el bateador inicial, bateó para .322 con 22 HR, 50 RBI y un OPS de 1.022. Terminó 12 ° en la votación del premio al MVP de las Grandes Ligas de Béisbol

#### Temporada 2016 y tercera selección de estrellas
El primer jonrón de la temporada para Carpenter fue el 7 de mayo de 2016, en una victoria 6–4 sobre los Piratas de Pittsburgh. El 19 de mayo, estableció una nueva carrera con seis carreras impulsadas en un juego en el Busch Stadium contra los Rockies de Colorado, con dos dobles y su noveno Home run de la temporada en la victoria 13–7. Desde 2013 hasta mayo de 2016, lideró a todos los bateadores de primera división en hits, carreras, jonrones y RBI. Las Grandes Ligas de Béisbol nombró a Carpenter el Jugador de la Semana de la Liga Nacional el 6 de junio después de batear .560 con cinco dobles. Generó juegos consecutivos de cuatro hits contra Milwaukee entre el 30 y el 31 de mayo, luego seis hits en una serie de tres juegos contra San Francisco, liderando a todos en las Grandes Ligas de Béisbol con .577 OBP y 10 carreras. Produjo un .920 SLG y 1.497 OPS. Después de la serie contra los Gigantes, regresó a la segunda base para acomodar el regreso de Jhonny Peralta de la lista de lesionados.
Después de liderar la Liga Nacional en OPS (1.008) durante la primera mitad de la temporada, Carpenter fue seleccionado como reserva el 5 de julio para el Juego de las Estrellas en Petco Park en San Diego. Los Cardenales lo colocaron en el DL de 15 días el 7 de julio con una distensión abdominal oblicua. Después de regresar de la lista de lesionados, jugó en 51 juegos, bateando .229, .410 de slugging y un .726 OPS. Indicó que todavía no podía balancearse correctamente después de regresar de la lesión oblicua. Completó la temporada habiendo aparecido en 129 juegos y bateando un OPS máximo de carrera de .885, con promedio de .271, 20 jonrones, 36 dobles y 68 carreras impulsadas. Sus 81 bases por bolas colocaron séptimo y 135 OPS ajustados octavo en la liga. En defensa, hizo al menos 40 apariciones cada uno en la primera base, la Segunda base y la tercera base.

#### Temporada 2017
Los Cardenales hicieron de Carpenter su primera base titular para comenzar la temporada 2017. Cumplió una suspensión de un juego el 25 de abril de un primer partido de la serie contra los Azulejos de Toronto por haber golpeado al árbitro John Tumpane dos días antes, cuando fue expulsado por discutir un par de strikes en la séptima entrada. Carpenter bateó un grand slam final, y el primer grand slam de su carrera, en la undécima entrada de una victoria 8−4, en el primer juego de una doble partida contra Toronto Blue Jays el 27 de abril. Él conectó un jonrón el 14 de mayo contra Jake Arrietade los con los, Cachorros de Chicago. El 17 de mayo contra los Medias Rojas de Boston, el sacrificio de Carpenter al campocorto Xander Bogaerts, el tercero de su carrera a la posición de campocorto, lo convirtió en el único jugador desde al menos 1970 en lograr la hazaña.
Después de experimentar estrechez en su cuadriceps derecho el 23 de julio contra los Cachorros de Chicago, Carpenter salió del juego. Fue retirado de la alineación el 23 de agosto contra los Padres de San Diego debido a una enfermedad. Como consecuencia del huracán Harvey que inundó Houston a fines de agosto, Carpenter anunció que donaría $ 10,000 para los esfuerzos de socorro por cada home run que golpeara durante el resto de la temporada. En ese momento, había golpeado 17 en 121 juegos. Tanto Wainwright como los Cardenales se ofrecieron a cumplir su promesa. El 5 de septiembre, una IRM de su hombro reveló inflamación sin daño significativo. Carpenter tuvo un récord de carrera 109 en 2017, ocupando el segundo lugar en la Liga Nacional. Para la temporada, tuvo el porcentaje más bajo de bola en el suelo de todos los bateadores de Grandes Ligas (26.9%).
Mientras bateaba el en primer partido, Carpenter continuó produciendo a nivel de élite: en 2017, logró un OBP de .418. Con más de 2.594 carreras anotadas en su carrera hasta 2017, mientras lideraba, bateó para .91 OBP, .487 SLG, .878 OPS, y se crearon carreras ajustadas en el parque (WRC +) de 142, o 42 por ciento por encima del promedio de la liga. Sin embargo, como Matheny continuó utilizándolo en otros lugares en el orden de bateo para intentar aumentar la productividad general de la alineación de los Cardenales, los resultados fueron significativamente inferiores. Más de 1,044 AP, Carpenter bateó para .243, .343 OBP, .395 SLG, .738 OPS y 104 WRC +. Debido a que Carpenter no luchó permanentemente como el bateador inicial, se produjo un amplio debate y cuestionamiento de las decisiones de Matheny.
Después de la temporada, una resonancia magnética en el hombro de Carpenter reveló una inflamación sin daño adicional, y se determinó que la cirugía no era necesaria y que una temporada de descanso sería suficiente para la recuperación.

#### Temporada 2018
La temporada 2018 comenzó con Carpenter trabajando en una de las caídas más importantes de su carrera: hasta el 15 de mayo, bateó para .140 con un OPS de .558, ubicándose en el puesto 157 de 163 bateadores que se habían clasificado para el título de bateo. Sin embargo, ese período de tiempo no estuvo exento de sus aspectos más destacados. El 10 de abril, bateó un jonrón en la undécima entrada contra los Cerveceros de Milwaukee, logrando una victoria por 5−3. Logró su carrera número 100 en su carrera el 1 de mayo, un hit de empate en la novena entrada contra Joakim Soria de los Medias Blancas de Chicago, que los Cardenales finalmente ganaron, 3−2. El 26 de junio, Carpenter se convirtió en el primer jugador en la historia de los Cardenales en lograr cinco hits, cinco carreras anotadas y dos jonrones en un juego, en una victoria 11-2 sobre el as Corey Kluber y los Indios de Cleveland. Desde el 15 de mayo hasta el 20 de julio, un lapso de 214 turnos al bate, Carpenter bateó 20 jonrones, 24 dobles y .738 SLG. Mientras tanto, su mejor desempeño obtuvo una nominación como uno de los cinco finalistas para la Votación Final de la Liga Nacional para jugar en el Juego de las Estrellas.
Durante un enfrentamiento el 20 de julio en Wrigley Field contra los Cachorros de Chicago, los tres jonrones y dos dobles de Carpenter empataron o establecieron varios récords, al tiempo que acumularon los cinco hits y siete carreras impulsadas en las primeras seis entradas de una derrota de 18−5. Se convirtió en el primer jugador en la historia de la franquicia de St Louis, y el segundo en la historia de las Grandes Ligas, en batear tres jonrones y dos dobles en un solo juego, siguiendo a Kris Bryant de los Chicago Cubs. Uno de los jonrones de Carpenter estaba liderando el juego, superando a Lou Brock por el récord de la franquicia con cinco en una temporada. El carpintero también ató a Mark Whiten. El récord del club con 16 bases totales, que generó en su histórico juego de cuatro jonrones en 1993. Carpenter fue retirado del juego después de la sexta entrada. El 22 de julio, fue nombrado Jugador de la Semana de la Liga Nacional después de batear .529 con seis jonrones y un porcentaje de slugging de 1.706 durante el juego de cinco partidos de St. Louis en Chicago.
El 31 de julio de 2018, en el Busch Stadium contra los Rockies de Colorado, Carpenter conectó su jonrón número 22 de la temporada, rompiendo el récord de la franquicia de Lou Brock para la mayoría de jonrones. Mientras tanto, Carpenter ganó su primer Premio al Jugador del Mes de su carrera , luego de haber alcanzado los 11 cuadrangulares. También bateó para .333 / .447 / .774, elevando su OPS de temporada de .871 a .960. Más tarde estableció un récord personal en jonrones con 29 antes de ser nombrado Jugador de la Semana el 6 de agosto. La producción de esa semana incluyó 11 de 35, cuatro jonrones, siete carreras anotadas, dos dobles y ocho bases por bolas. Mientras se extiende una racha basándose en 24 juegos. Su desempeño recurrente ganó atención nacional como candidato al premio de Jugador Mas Valioso de la Liga Nacional habiéndose establecido como líder de la liga en dobles, jonrones, porcentaje de slugging, OPS y Fangraphs WAR a principios de agosto. Sin embargo, Carpenter falló en septiembre, bateando solo .170 con solo un jonrón. Terminó la campaña de 2018 bateando .257 con 36 jonrones y 81 carreras impulsadas en 156 juegos. Tuvo el porcentaje más alto de pelotas bateadas duras en las mayores (49.0%), y por segunda temporada consecutiva, tuvo el porcentaje más bajo de bolas de todos los bateadores de las ligas mayores (26.4%).

#### Temporada 2019
El 10 de abril de 2019, Carpenter firmó una extensión de contrato por dos años y $ 39 millones para permanecer con los Cardenales. El acuerdo incluyó una opción de adjudicación para 2022 por un valor de $ 18.5 millones al llegar a 1,100 apariciones en el plato en 2019-20.

#### Texas Rangers
El 18 de marzo de 2022, Carpenter firmó un contrato de ligas menores con los Rangers de Texas con una invitación a los entrenamientos de primavera de las ligas mayores. Carpenter no hizo la lista del Día Inaugural de los Rangers, y aceptó una asignación con el Triple-A Round Rock Express. El 19 de mayo de 2022, los Rangers liberaron a Carpenter después de que bateara .275 con seis jonrones en 21 juegos.

#### New York Yankees
El 26 de mayo de 2022, los Yankees de Nueva York firmaron a Carpenter con un contrato de Grandes Ligas.

#### St. Louis Cardinals
En enero de 2024, Carpenter regresó a los Cardinals firmando un contrato por un año. El 14 de mayo de 2025 anunció su retiro del béisbol profesional.